# Saint Francis Xavier University
La Saint Francis Xavier University (StFX) è un'università canadese di Antigonish, Nuova Scozia.
Quest'università accoglie 4.200 studenti circa da tutto il Canada e dal resto del mondo nei suoi programmi di arte, scienze, commercio, sistemi d'informazione e nei programmi applicati.

## Storia
StFX è stata fondata nel 1853 da Colin F. MacKinnon, un vescovo cattolico. Nacque come seminario cattolico, e guadagnò tutti i poteri d'università nel 1866 con un atto del governo della Nuova Scozia. Nel 2003 StFX ha festeggiato il 150º anniversario.

## Coady International Institute
L'Istituto Coady prende il nome da uno dei fondatori dell'Antigonish Movement (il Movimento di Antigonish). Negli anni trenta, l'Antigonish Movement promuoveva l'educazione degli adulti, come strada per il miglioramento sociale e l'organizzazione economica di gruppi svantaggiati nel Canada orientale. Il dipartimento di StFX continua a promuovere questo lavoro di sviluppo della comunità nell'area locale.
Nel 1959, un'estensione internazionale di questi sforzi diede vita all'Istituto internazionale Coady nel campus. Da allora, più di 4500 leader da 120 nazioni differenti si sono laureati presso questo centro in programmi di educazione. Questi laureati lavorano nel campo dello sviluppo economico, della saluta, dell'educazione, dei diritti umani e del sostegno all'ambiente.

## L'anello X
L'anello X, chiamato X-Ring, simbolo dell'università, è consegnato agli studenti alla laurea. La tradizionale consegna dell'anello risale al 1942. In precedenza ogni classe doveva disegnare il proprio anello. Quando capitò a William J. MacDougall progettarlo, presumibilmente in fretta ed all'ultimo minuto, egli semplicemente disegnò un cerchio attorno alla lettera X. Nel 1957, l'università registrò il copyright dell'anello, che diventò ufficiale e standard per tutte le classi. La prima Cerimonia dell'X-Ring si tenne nell'ottobre 1958.
L'X-Ring è diventato sinonimo dell'università a tal punto da esser integrato nel logo dell'istituto. L'anello stilizzato fu introdotto nel 1998 come parte del CD-ROM per i nuovi studenti. Da lì passò subito al sito e in molte pubblicazioni prima di diventare logo ufficiale.

## Campus

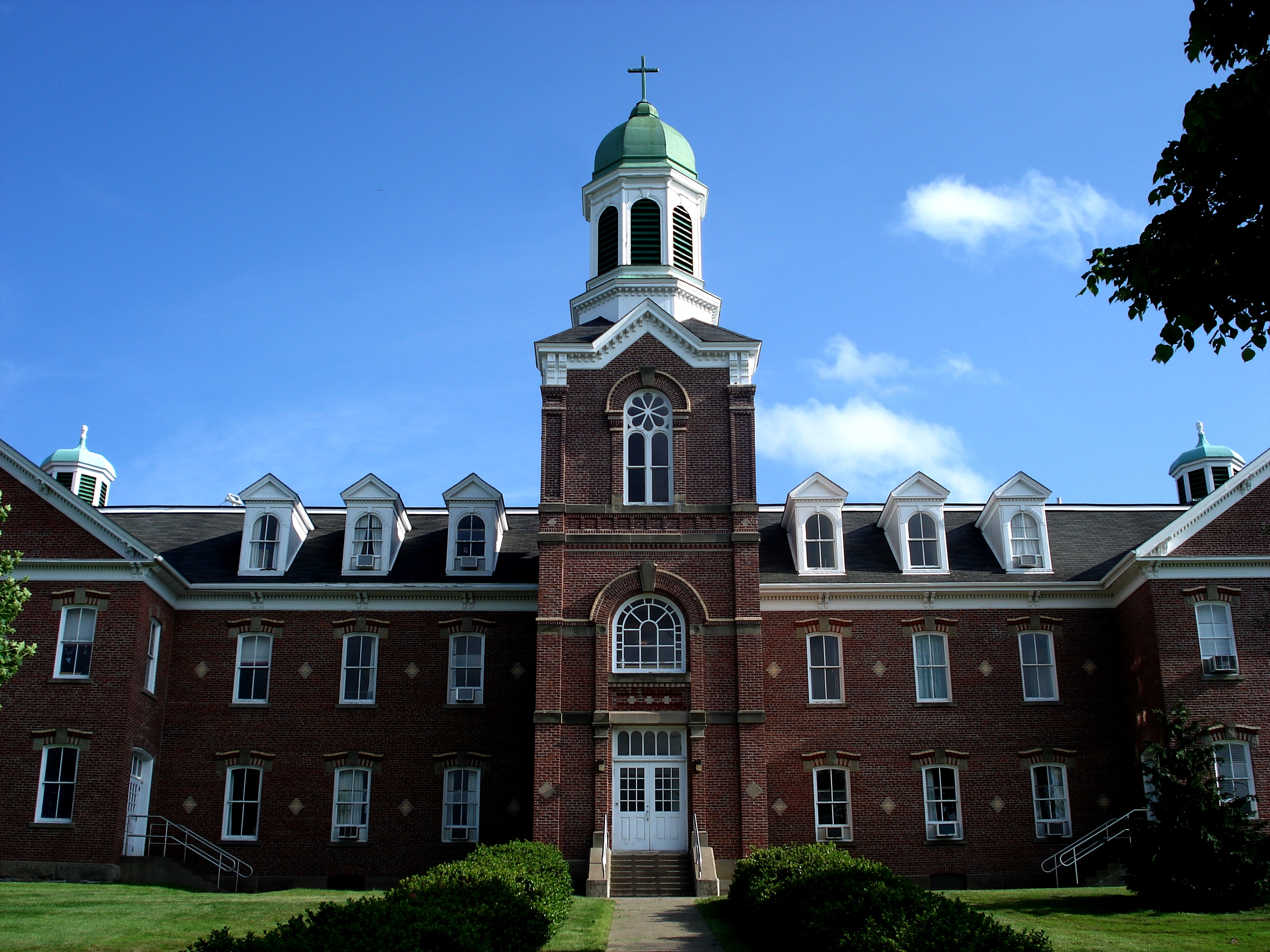
Xavier Hall

Nel 1998 StFX cominciò un progetto di rinnovamento del campus per 200 milioni CAD. Lo scopo dell'iniziativa è di migliorare le opportunità d'educazione e di vita nei residence di tutto il campus.
La ristrutturazione ha portato a termine quattro grandi progetti:
- La costruzione di due residence di appartamenti, Power Hall e Somers Hall
- Completa rimodernazione del Morrison Hall, principale mensa di StFX
- Charles V. Keating Millennium Centre, un centro atletico e per conferenze da C$ 20 milioni
- StFX Sciences Centre, un complesso per le scienze fisiche da C$ 25 milioni

L'ultima fase dell'iniziativa, annunciata nel marzo 2005 ha visto la costruzione di un ulteriore residence ad appartamenti (226 stanze su quattro piani). Per i prossimi anni sono in programma il MacNeil Science Hall, che verrà ristrutturato per dare una nuova sistemazione alla Gerald Schwartz School of Business and Information Systems, e il Coady International Centre, che verrà posto in un Augustine Hall rimodernato.

## Sport
StFX è rappresentata alla conferenza atlantica dello sport universitario dagli St. Francis Xavier X-Men e X-Women. L'università partecipa alle iniziative sportive interuniversitarie canadesi.

## Unione degli studenti
L'unione degli studenti (Students' Union) della St. Francis Xavier University è un'organizzazione tesa alla rappresentazione degli interessi degli studenti. Lo scopo principale è assicurare che gli studenti abbiano un'esperienza universitaria positiva, per mezzo di attività e gruppi. La base dell'unione degli studenti è al Bloomfield Centre, nel campus. Anche la cerimonia dell'X-Ring, che si svolge ogni dicembre, è organizzata dall'unione degli studenti.
L'unione offre vari servizi agli studenti di StFX, tra cui:
- Autobus
- Servizio navetta
- Tutoraggio
- Help line
- Aiuto per trovare un alloggio fuori dal campus
- Servizi ambientali
- Avvocati degli studenti
- Camera oscura per fotografia
- Giornale settimanale
- Stazione radio
- Annuario

L'unione degli studenti di StFX è membro dell'Alleanza canadese delle associazioni degli studenti (Canadian Alliance of Student Associations).